# Namegawa
Namegawa (japanska: 滑川町?, Namegawa-machi) är en landskommun (köping) i Saitama prefektur i Japan.  